# Шатівська сільська рада
Ша́тівська сільська́ ра́да — адміністративно-територіальна одиниця та орган місцевого самоврядування в Лозівському районі Харківської області. Адміністративний центр — село Шатівка.

## Загальні відомості
Шатівська сільська рада утворена в 1991 році.
- Територія ради: 64,163 км²
- Населення ради: 1 033 особи (станом на 2001 рік)

## Населені пункти
Сільській раді підпорядковані населені пункти:
- с. Шатівка
- с. Городнє
- с. Миколаївка
- с. Олександрівка

## Склад ради
Рада складається з 14 депутатів та голови.
- Голова ради: Безверхня Оксана Вікторівна
- Секретар ради: Пилипенко Ольга Володимирівна

### Керівний склад попередніх скликань
| Прізвище, ім'я, по батькові | Основні відомості                                                                     | Дата обрання | Дата звільнення |
| --------------------------- | ------------------------------------------------------------------------------------- | ------------ | --------------- |
| Безверхня Оксана Вікторівна | Сільський голова, 1972 року народження, освіта незакінчена вища, член Народної партії | 26.03.2006   | 31.10.2010      |
| Безверхня Оксана Вікторівна | Сільський голова, 1972 року народження, освіта незакінчена вища, позапартійна         | 31.10.2010   |                 |

Примітка: таблиця складена за даними сайту Верховної Ради України

### Депутати
За результатами місцевих виборів 2010 року депутатами ради стали:

#### За суб'єктами висування
| Суб'єкт висування                         | Кількість обраних депутатів | %    |
| ----------------------------------------- | --------------------------- | ---- |
| Партія регіонів                           | 11                          | 78,6 |
| Партія промисловців і підприємців України | 2                           | 14,3 |
| Народна партія                            | 1                           | 7,1  |

#### За округами
| № округу                                  | Прізвище, ім'я, по батькові      | Дата визнання обраним | Освіта             | Партійна приналежність | Відомості про обраного депутата                              |
| ----------------------------------------- | -------------------------------- | --------------------- | ------------------ | ---------------------- | ------------------------------------------------------------ |
| Народна Партія                            |                                  |                       |                    |                        |                                                              |
| 14                                        | Міщанінцев Олексій Іванович      | 02.11.2010            | середня            | позапартійний          | приватний підприємець                                        |
| Партія промисловців і підприємців України |                                  |                       |                    |                        |                                                              |
| 1                                         | Власов Віктор Петрович           | 02.11.2010            | середня            | позапартійний          | пенсіонер                                                    |
| 4                                         | Сабельнікова Світлана Вікторівна | 02.11.2010            | середня спеціальна | позапартійна           | приватний підприємець                                        |
| Партія регіонів                           |                                  |                       |                    |                        |                                                              |
| 2                                         | Шаповалова Олександра Іванівна   | 02.11.2010            | середня спеціальна | позапартійна           | пенсіонер                                                    |
| 3                                         | Сотник Олена Іванівна            | 02.11.2010            | середня спеціальна | позапартійна           | Олександрівська АСЛ, лікар                                   |
| 5                                         | Ісаєва Ольга Віталіївна          | 02.11.2010            | середня спеціальна | позапартійна           | Шатівська сільська рада, бухгалтер                           |
| 6                                         | Байдакова Світлана Павлівна      | 02.11.2010            | вища               | позапартійна           | пенсіонер                                                    |
| 7                                         | Губарєва Ірина Аркадіївна        | 02.11.2010            | середня спеціальна | позапартійна           | Олександрівська АСЛ, лікар                                   |
| 8                                         | Крайнік Віра Іванівна            | 02.11.2010            | середня спеціальна | позапартійна           | Шатівська дільнична лікарня ветеринарної медицини, ветеринар |
| 9                                         | Устименко Юлія Геннадіївна       | 02.11.2010            | середня спеціальна | позапартійна           | Лозівська філія ВАТ «Харківгаз», контролер                   |
| 10                                        | Євсюченко Лариса Володимирівна   | 02.11.2010            | вища               | позапартійна           | Шатівський НВК, директор                                     |
| 11                                        | Зузанська Світлана Миколаївна    | 02.11.2010            | середня спеціальна | позапартійна           | тимчасово не працює                                          |
| 12                                        | Пилипенко Ольга Володимирівна    | 02.11.2010            | середня спеціальна | позапартійна           | Шатівська сільська рада, секретар                            |
| 13                                        | Забіяка Василь Анатолійович      | 02.11.2010            | середня спеціальна | позапартійний          | одноосібник                                                  |